# Bremen (Georgia)
Bremen is een plaats (city) in de Amerikaanse staat Georgia, en valt bestuurlijk gezien onder Carroll County en Haralson County.

## Demografie
Bij de volkstelling in 2000 werd het aantal inwoners vastgesteld op 4579.
In 2006 is het aantal inwoners door het United States Census Bureau geschat op 5487, een stijging van 908 (19,8%).

## Geografie
Volgens het United States Census Bureau beslaat de plaats een oppervlakte van
23,1 km², waarvan 23,0 km² land en 0,1 km² water. Bremen ligt op ongeveer 369 m boven zeeniveau.

## Plaatsen in de nabije omgeving
De onderstaande figuur toont nabijgelegen plaatsen in een straal van 16 km rond Bremen.